# Bernardo Strozzi (Komponist)
Bernardo Strozzi OFM (* um 1580 in oder bei Rom; † nach 1630) war ein italienischer Komponist des Frühbarock, der zu Anfang des 17. Jahrhunderts in Rom wirkte und lebte.
Bernardo Strozzi wurde um 1580 in oder bei Rom geboren. Er wurde Franziskanermönch und wirkte in seinem Orden als Musiker. Er veröffentlichte im Zeitraum von 1612 bis 1630 Sacri concentus (Motetten), Messen, Psalmen, Concerti und ein Magnificat. Sein Stil gehört klar dem Frühbarock des 16. Jahrhunderts an.